# Discografia di Bryan Adams
La discografia della rock star canadese Bryan Adams si compone di quindici album in studio, cinque album dal vivo, cinque raccolte, due colonne sonore e quattro video.
Dopo il successo del suo singolo di debutto del 1978, Let Me Take You Dancing , Adams ha firmato un contratto discografico con la A&M Records. Nel 1980 il suo album di debutto,Bryan Adams, ha raggiunto la posizione numero 75 sulla Billboard Canadian Albums ed è stato certificato disco d'oro in Canada. Nel 1981 pubblica You Want It You Got It, che ha raggiunto la posizione numero 118 della Billboard 200 e fu certificato disco d'oro in Canada.
Nel 1983, Adams ha pubblicato l'album Cuts Like a Knife, che è stato certificato disco di platino negli Stati Uniti.
Nel 1984, ha pubblicato l'album Reckless, che è stato certificato disco di platino cinque volte negli Stati Uniti e disco di diamante in Canada. Il singolo che maggiormente ha supportato l'album è stato Run to You che ha raggiunto la posizione numero uno sulla Mainstream Rock Songs, mentre i singoli Heaven e Summer of '69 hanno rappresentato i primi successi di Adams in Europa; l'album ha venduto in totale oltre 12 milioni di copie. Il successivo album Into the Fire non ha ricevuto la stessa attenzione, benché fosse incluso il singolo Heat of the Night che ha raggiunto la posizione numero due sulla Mainstream Rock Songs, vende circa 4 milioni di copie.
Tre anni più tardi Adams ha avviato i lavori per l'album Waking Up the Neighbours che è stato pubblicato nel 1991. L'album è diventato il maggior successo di Adams, vendendo in tutto il mondo 16 milioni di copie.
Il singolo (Everything I Do) I Do It for You è stato inserito nella colonna sonora del film Robin Hood - Principe dei ladri del 1991. Il brano è stato un enorme successo in tutto il mondo arrivando alla prima posizione in diciassette paesi, passando sette settimane al numero uno nella Billboard Hot 100, sedici settimane consecutive al numero uno nel Regno Unito (record tuttora imbattuto) e nove settimane al numero uno in Canada. La canzone ha vinto un Grammy Award come "miglior canzone originale" ed una nomination agli Academy Award, vendendo circa 15 milioni di copie nel mondo, facendone la canzone di maggior successo di Adams e uno dei singoli più venduti di sempre.
Nel 1993 è stato pubblicato So Far So Good il primo greatest hits del cantante. L'album contiene brani dal 1983 di Cuts Like a Knife al 1991 di Waking Up the Neighbours, e un nuovo singolo, Please Forgive Me; la raccolta vende circa 15 milioni di copie nel mondo.
Nel 1996 è stato pubblicato 18 til I Die che però non è stato in grado di eguagliare le vendite di Waking Up the Neighbours. L'album ha raggiunto la posizione 31 nella Billboard 200 e la numero 4 in Canada vendendo circa 5 milioni di copie. Nel 1997 ha pubblicato MTV Unplugged, album live acustico, ha raggiunto la top ten in quattro paesi, ha venduto oltre due milioni di copie in Europa. Ottavo album in studio di Adams, On a Day Like Today pubblicato nel 1998, è stato certificato doppio disco di platino dalla CRIA e platino dalla IFPI. Il suo secondo greatest hits album, The Best of Me (1999), ha venduto due milioni di copie in Europa e in Canada è stato certificato tre volte disco di platino.
Spirit - Cavallo selvaggio, pubblicato nel 2002, è stato certificato disco d'oro dalla RIAA. Nel 2004 viene pubblicato Room Service, il suo nono album in studio, ha raggiunto la posizione numero 134 della Billboard 200, ha raggiunto le prime posizione di classifiche degli album in Germania e Svizzera. Nel 2005 è stato pubblicato il greatest hits Anthology.
Nel 2008 Adams ha pubblicato 11 che ha raggiunto la posizione 80 della Billboard 200 e la numero uno in Canada. Nel 2010 Adams ha pubblicato Bare Bones, album dal vivo. Nel settembre 2014 ha pubblicato il dodicesimo album in studio; Tracks of My Years è una raccolta di cover e viene realizzato sei anni e mezzo dopo il precedente lavoro in studio di Adams, 11; è stato certificato oro in Canada.
Il 2 ottobre 2015 è stato pubblicato il tredicesimo album in studio Get Up!; ha raggiunto la prima posizione della classifica in Svizzera, la seconda posizione nel Regno Unito e la terza posizione in Germania.
Il 21 settembre 2017, Adams annuncia tramite i social media la pubblicazione di una nuova compilation chiamata Ultimate con 19 dei suoi grandi successi e due nuove canzoni, "Please Stay" e "Ultimate Love". Shine a Light è il quattordicesimo album in studio del cantautore canadese, che è stato pubblicato il 1º marzo 2019, che vede la collaborazione con Ed Sheeran e un duetto con la cantautrice Jennifer Lopez.
Shine a Light ha raggiunto la vetta delle classifiche in Canada; la seconda posizione nel Regno Unito, Svizzera, Austria e in Nuova Zelanda; la terza posizione in Germania.; ha debuttato alla posizione numero 5 nella Global Chart Album Top 40 con 84 000 copie vendute.
In più quarant'anni di carriera sono state certificate dalla RIAA circa 25 milioni di copie vendute, fra album e singoli, negli Stati Uniti, mentre a livello internazionale ha venduto circa 100 milioni di copie fra album e singoli in tutto il mondo.

## Album in studio
| Anno | Titolo | Posizione | Posizione | Posizione | Posizione | Posizione | Posizione | Posizione | Posizione | Posizione | Posizione | Posizione | Posizione | Vendite                                                                                        | Certificazioni |
| Anno | Titolo | CAN       | AUS       | AUT       | GER       | NOR       | PB        | SVE       | SVI       | US        | UK        | NZL       | ITA       | Vendite                                                                                        | Certificazioni |
| ---- | --- | --------- | --------- | --------- | --------- | --------- | --------- | --------- | --------- | --------- | --------- | --------- | --------- | ---------------------------------------------------------------------------------------------- | --- |
| 1980 | Bryan Adams - Pubblicato: 12 febbraio, 1980 - Etichetta: A&M/CBS - Formati: CD, CS, LP                    | 75        | —         | —         | —         | —         | —         | —         | —         | —         | —         | —         | —         |                                                                                                | - CAN: Oro |
| 1981 | You Want It You Got It - Pubblicato: 1981 - Etichetta: A&M/CBS - Formati: CD, CS, LP                      | 50        | —         | —         | —         | —         | —         | —         | —         | 118       | 78        | —         | —         |                                                                                                | - CAN: Oro |
| 1983 | Cuts Like a Knife - Pubblicato: Gennaio, 1983 - Etichetta: A&M/CBS - Formati: CD, CS, LP                  | 8         | 52        | —         | 24        | —         | —         | 22        | —         | 8         | 21        | 22        | —         | - USA:+1.000.000 - UK:+60.000 - CAN:+300.000 - AUS:+35.000 - SVI:+25.000 - Mondo:+4.000.000    | - CAN: 3x Platino - USA: Platino - UK: Argento - SVI: Oro - AUS: Oro |
| 1984 | Reckless - Pubblicato: 5 novembre, 1984 - Etichetta: A&M/CBS - Formati: CD, CS, LP                        | 1         | 2         | —         | 19        | 2         | 11        | 5         | 10        | 1         | 7         | 1         | —         | - GER:+250.000 - UK:+900.000 - CAN:+1.000.000 - USA:+5.000.000 - Mondo:+12.000.000             | - CAN: Diamante - USA: 5x Platino - UK: 3x Platino - SVI: Platino - NZL:6x Platino - GER: Oro - AUS: Platino - POL: Platino - PB: Platino - AUT: Oro - SVE: Oro                                              |
| 1987 | Into the Fire - Pubblicato: 30 marzo, 1987 - Etichetta: A&M/Polygram - Formati: CD, CS, LP                | 2         | 14        | 13        | 7         | 4         | 16        | 3         | 7         | 4         | 10        | 10        | —         | - UK:+100.000 - JPN:+150.000 - CAN:+300.000 - USA:+1.000.000 - SVI:+50.000                     | - CAN: 3x Platino - USA: Platino - JPN: Platino - UK: Platino - SVI: Platino |
| 1991 | Waking Up the Neighbours - Pubblicato: 24 settembre, 1991 - Etichetta: A&M/Polygram - Formati: CD, CS, LP | 1         | 1         | 1         | 1         | 1         | 2         | 1         | 1         | 6         | 1         | 2         | 9         | - GER:+500.000 - UK:+900.000 - CAN:+1.000.000 - USA:+4.000.000 - Mondo:+16.000.000             | - CAN: Diamante - USA: 4x Platino - UK: 3x Platino - SVI: 4x Platino - NZL:6x Platino - GER: Platino - PB:3x Platino - AUS:4x Platino - AUT: Platino - SVE: Platino - SPA: Platino - FRA: Oro - FIN: Platino |
| 1996 | 18 til I Die - Pubblicato: 4 giugno, 1996 - Etichetta: A&M/Polygram - Formati: CD, CS, LP                 | 4         | 2         | 2         | 4         | 7         | 9         | 5         | 2         | 31        | 1         | 13        | 6         | - BEL: +25.000 - GER:+250.000 - CAN:+300.000 - USA:+1.000.000 - UK:+600.000 - Mondo:+5.000.000 | - CAN: 3x Platino - USA: Platino - EU: Platino - UK: 2x Platino - SVI: Platino - NZL:Platino - GER: Oro - JPNPlatino - AUS: 3x Platino - AUT: Oro - SPA: Oro - FIN: Oro - LTU: Oro - UE: Platino             |
| 1998 | On a Day Like Today - Pubblicato: 27 ottobre, 1998 - Etichetta: A&M/Polygram - Formati: CD, LP            | 3         | 38        | 4         | 5         | 34        | 24        | 27        | 2         | 103       | 11        | 28        | 18        |                                                                                                | - CAN: 2x Platino - EU: Platino - UK: Platino - SVI: Platino - BEL: Oro - ITA: Oro - GER: Oro - AUT: Oro - SPA: Oro - UE: Platino                                                                            |
| 2002 | Spirit - Cavallo selvaggio - Pubblicato: 14 maggio, 2002 - Etichetta: A&M/Polygram - Formati: CD, CS, LP  | —         | 94        | 6         | 7         | 19        | 22        | 35        | 6         | 40        | 8         | —         | 35        |                                                                                                | - USA:Oro - UK:Oro - SVI:Oro |
| 2004 | Room Service - Pubblicato: 19 ottobre, 2004 - Etichetta: Universal Records - Formati: CD, CS, LP          | 2         | 15        | 3         | 21        | 18        | 3         | 19        | 1         | 134       | 4         | —         | 30        |                                                                                                | - CAN: Platino - UK: Oro - SVI: Oro - GER: Oro |
| 2008 | 11 - Pubblicato: 17 marzo, 2008 - Etichetta: UniversalRecords - Formati: CD, CS, LP                       | 1         | 35        | 2         | 14        | 39        | 8         | 30        | 1         | 80        | 6         | —         | 50        |                                                                                                | - DAN: Oro - SVI: Oro - UK: Argento |
| 2014 | Tracks of My Years - Pubblicato: 30 settembre 2014 - Etichetta: Verve - Formati: CD, digital download     | 1         | 61        | 5         | 5         | —         | 41        | —         | 6         | 89        | 11        | 32        | 22        |                                                                                                | - CAN: Oro |
| 2015 | Get Up! - Pubblicato: 2 ottobre 2015 - Etichetta: Universal - Formati: -                                  | 8         | 6         | 4         | 3         | 33        | 13        | 9         | 1         | 99        | 2         | —         | 30        |                                                                                                | - UK: Argento |
| 2019 | Shine a Light - Pubblicato: 1º Marzo 2019 - Etichetta: Universal - Formati: - CD, LP, MC, MP3             | 1         | 7         | 2         | 3         | —         | 37        | —         | 2         | —         | 2         | 2         | —         |                                                                                                | - CAN: Oro |
| 2022 | So Happy It Hurts - Pubblicato: 11 Marzo 2022 - Etichetta: BMG - Formati: - CD, LP, DD                    | —         | —         | —         | 2         | —         | 28        | —         | 2         | —         | 3         | —         | 41        |                                                                                                | |

## Album dal vivo
| Anno | Titolo                                                                                             | Posizione | Posizione | Posizione | Posizione | Posizione | Posizione | Posizione | Posizione | Posizione | Posizione | Posizione | Posizione | Vendite | Certificazioni                                                                                              |
| Anno | Titolo                                                                                             | CAN       | AUS       | AUT       | GER       | NOR       | PB        | SVE       | SVI       | US        | UK        | NZL       | ITA       | Vendite | Certificazioni                                                                                              |
| ---- | -------------------------------------------------------------------------------------------------- | --------- | --------- | --------- | --------- | --------- | --------- | --------- | --------- | --------- | --------- | --------- | --------- | ------- | --- |
| 1988 | Live! Live! Live! - Pubblicato: 1988 - Etichetta: A&M/Polygram - Formati: CD, CS, LP               | —         | —         | 17        | 26        | —         | 57        | 22        | 21        | —         | 17        | 17        | 20        |         | - CAN:Oro - UK:Argento                                                                                      |
| 1997 | MTV Unplugged - Pubblicato: 9 dicembre, 1997 - Etichetta: A&M/Polygram - Formati: CD, CS, LP       | 10        | 28        | 7         | 8         | 22        | 15        | 54        | 3         | 88        | 19        | 16        | 19        |         | - UK:Oro - SVI:Platino - NZL:Oro - GER:Oro - AUS:Oro - AUT:Oro - SPA:Oro - ARG:Oro - BEL:Oro - UE:2xPlatino |
| 2003 | Live at the Budokan - Pubblicato: 17 giugno 2003 - Etichetta: A&M/Polygram - Formati: CD, DD       | —         | —         | —         | —         | —         | —         | —         | —         | —         | —         | —         | —         |         | |
| 2001 | Do to You What You Do to Me (Live in Mumbai) - Pubblicato: 2001 (India) - Etichetta: - Formati: CD | —         | —         | —         | —         | —         | —         | —         | —         | —         | —         | —         | —         |         | |
| 2010 | Bare Bones - Pubblicato: 29 ottobre 2010 - Etichetta: Polydor - Formati: CD, DD                    | 18        | 38        | 19        | 28        | —         | 52        | —         | 20        | —         | 35        | —         | —         |         | - CAN:Oro - PRT:Platino                                                                                     |
| 2013 | Live at Sydney Opera House - Pubblicato: 2 settembre 2013 - Etichetta: Polydor - Formati: CD, DD   | -         | -         | -         | -         | -         | -         | -         | -         | -         | -         | -         | -         |         | |
| 2017 | Wembley 1996 - Pubblicato: 30 giugno 2017 - Etichetta: Eagle Rock Entertainment - Formati: CD, DD  | -         | -         | -         | -         | -         | -         | -         | -         | -         | -         | -         | -         |         | |

## Raccolte
| Anno | Titolo                                                                                             | Posizione | Posizione | Posizione | Posizione | Posizione | Posizione | Posizione | Posizione | Posizione | Posizione | Posizione | Posizione | Vendite                                                                            | Certificazioni |
| Anno | Titolo                                                                                             | CAN       | AUS       | AUT       | GER       | NOR       | PB        | SVE       | SVI       | US        | UK        | NZL       | ITA       | Vendite                                                                            | Certificazioni |
| ---- | -------------------------------------------------------------------------------------------------- | --------- | --------- | --------- | --------- | --------- | --------- | --------- | --------- | --------- | --------- | --------- | --------- | ---------------------------------------------------------------------------------- | --- |
| 1988 | Hits on Fire - Pubblicato: 1988 (Giappone) - Etichetta: A&M/Polygram - Formati: CD, CS, LP         | —         | —         | -         | -         | —         | -         | -         | -         | —         | -         | —         | -         |                                                                                    | |
| 1993 | So Far So Good - Pubblicato: 2 novembre, 1993 - Etichetta: A&M/Polygram - Formati: CD, CS, LP      | 2         | 1         | 1         | 1         | 1         | 1         | 1         | 1         | 6         | 1         | 1         | 1         | - GER:+1.000.000 - CAN:+600.000 - USA:+5.000.000 - UK:+900.000 - Mondo:+15.000.000 | - AUS:11xPlatino - CAN:6xPlatino - USA:5xPlatino - UK:3xPlatino - SVI:4xPlatino - NZL:7xPlatino - ITA:6xPlatino - GER:2xPlatino - AUT:2xPlatino - SVE:Platino - SPA:Platino - FRA:Platino - BRA:Oro - BEL:4xPlatino - NOR:3xPlatino |
| 1999 | The Best of Me - Pubblicato: 21 settembre, 1999 - Etichetta: A&M/Polygram - Formati: CD, CS, LP    | 14        | 18        | 4         | 7         | 2         | 13        | 20        | 3         | —         | 12        | 43        | 36        |                                                                                    | - CAN:3xPlatino - EU:2xPlatino - UK:Platino - SVI:Platino - BEL:Platino - NZL:Platino - GER:Oro - AUS:Platino - AUT:Oro - ARG:Oro - NOR:Oro - SVE:Oro - UE:2xPlatino                                                                |
| 2005 | Anthology - Pubblicato: 18 ottobre, 2005 - Etichetta: Universal - Formati: CD, CS, LP              | 4         | 55        | 28        | 30        | —         | —         | —         | 39        | 65        | 30        | -         | -         |                                                                                    | - CAN:2xPlatino - UK:Oro |
| 2010 | Icon - Pubblicato: 31 agosto 2010 (Stati Uniti d'America) - Etichetta: Universal - Formati: CD, DD | -         | -         | -         | -         | -         | -         | -         | -         | -         | -         | -         | -         |                                                                                    | - CAN:Oro |
| 2017 | Ultimate - Pubblicato: 3 novembre 2017 - Etichetta: Polydor Records - Formati: CD, DD              | -         | -         | -         | -         | -         | 129       | -         | 52        | -         | 11        | 21        | -         |                                                                                    | - UK: Oro |

## Box set
| Anno | Titolo                                                                                       | Classifiche | Classifiche | Classifiche | Classifiche | Classifiche | Classifiche | Classifiche | Classifiche | Classifiche | Classifiche | Classifiche | Certificazioni |
| Anno | Titolo                                                                                       | UK          | AUS         | AUT         | FIN         | FRA         | GER         | ITA         | NLD         | SWE         | SWI         | US          | Certificazioni |
| ---- | -------------------------------------------------------------------------------------------- | ----------- | ----------- | ----------- | ----------- | ----------- | ----------- | ----------- | ----------- | ----------- | ----------- | ----------- | -------------- |
| 2023 | Live at the Royal Albert Hall - Pubblicazione:8 dicembre 2023 - Etichetta: BMG               | —           | -           | —           | —           | —           | —           | —           | —           | —           | —           | —           |                |
| 2024 | Live at the Royal Albert Hall 2024 - Pubblicazione:15 novembre 2024 - Etichetta: BAD Records | —           | -           | —           | —           | —           | —           | —           | —           | —           | —           | —           |                |

## Album in download digitale
| Anno | Titolo | Posizione | Posizione | Posizione | Posizione | Posizione | Posizione | Posizione | Posizione | Posizione | Posizione | Posizione | Posizione | Vendite | Certificazioni |
| Anno | Titolo | CAN       | AUS       | AUT       | GER       | NOR       | PB        | SVE       | SVI       | US        | UK        | NZL       | ITA       | Vendite | Certificazioni |
| ---- | --- | --------- | --------- | --------- | --------- | --------- | --------- | --------- | --------- | --------- | --------- | --------- | --------- | ------- | -------------- |
| 2022 | Pretty Woman – The Musical - Pubblicato: 4 marzo 2022 - Etichetta: Badams Music Ltd. - Formati: DD                                               | —         | —         | -         | -         | —         | -         | -         | -         | —         | -         | —         | -         |         |                |
| 2022 | Classic - Pubblicato: 1 aprile 2022 - Etichetta: Badams Music Ltd. - Formati: DD                                                                 | —         | —         | -         | -         | —         | -         | -         | -         | —         | -         | —         | -         |         |                |
| 2022 | Classic Pt II - Pubblicato: 29 luglio 2022 - Etichetta: Badams Music Ltd. - Formati: DD                                                          | —         | —         | -         | -         | —         | -         | -         | -         | —         | -         | —         | -         |         |                |
| 2023 | Cuts Like A Knife – 40th Anniversary, Live From The Royal Albert Hall - Pubblicato: 3 febbraio 2023 - Etichetta: Badams Music Ltd. - Formati: DD | —         | —         | -         | -         | —         | -         | -         | -         | —         | -         | —         | -         |         |                |
| 2023 | Into the Fire Live from the Royal Albert Hall - Pubblicato: 8 dicembre 2023 - Etichetta: Badams Music Ltd. - Formati: DD                         | —         | —         | -         | -         | —         | -         | -         | -         | —         | -         | —         | -         |         |                |
| 2023 | Waking Up the Neighbours Live from the Royal Albert Hall - Pubblicato: 8 dicembre 2023 - Etichetta: Badams Music Ltd. - Formati: DD              | —         | —         | -         | -         | —         | -         | -         | -         | —         | -         | —         | -         |         |                |

## Singoli
| Anno | Titolo                                           | Posizione | Posizione | Posizione | Posizione | Posizione | Posizione | Posizione | Posizione | Posizione | Posizione | Posizione | Posizione | Posizione | Album                           |
| Anno | Titolo                                           | CAN       | AUS       | AUT       | GER       | NOR       | PB        | SVE       | SVI       | UK        | US        | US Main   | NZL       | ITA       | Album                           |
| ---- | ------------------------------------------------ | --------- | --------- | --------- | --------- | --------- | --------- | --------- | --------- | --------- | --------- | --------- | --------- | --------- | ------------------------------- |
| 1978 | "Let Me Take You Dancing"                        | 62        | —         | —         | —         | —         | —         | —         | —         | —         | —         | —         | —         | —         | N/A                             |
| 1980 | "Hidin' From Love"                               | 64        | —         | —         | —         | —         | —         | —         | —         | —         | —         | —         | —         | —         | Bryan Adams                     |
| 1980 | "Give Me Your Love"                              | 91        | —         | —         | —         | —         | —         | —         | —         | —         | —         | —         | —         | —         | Bryan Adams                     |
| 1980 | "Remember"                                       | —         | —         | —         | —         | —         | —         | —         | —         | —         | —         | —         | —         | —         | Bryan Adams                     |
| 1981 | "Lonely Nights"                                  | —         | —         | —         | —         | —         | —         | —         | —         | —         | 84        | 3         | —         | —         | You Want It You Got It          |
| 1981 | "Coming Home"                                    | —         | —         | —         | —         | —         | —         | —         | —         | —         | —         | —         | —         | —         | You Want It You Got It          |
| 1981 | "Fits Ya Good"                                   | 30        | —         | —         | —         | —         | —         | —         | —         | —         | —         | 15        | —         | —         | You Want It You Got It          |
| 1983 | "Straight from the Heart"                        | 20        | —         | —         | —         | —         | —         | —         | —         | 51        | 10        | 32        | —         | —         | Cuts Like a Knife               |
| 1983 | "Cuts Like a Knife"                              | 12        | —         | —         | —         | —         | —         | —         | —         | —         | 15        | 6         | —         | —         | Cuts Like a Knife               |
| 1983 | "This Time"                                      | 32        | —         | —         | —         | —         | —         | —         | —         | 41        | 24        | 21        | —         | —         | Cuts Like a Knife               |
| 1983 | "The Only One"                                   | —         | —         | —         | —         | —         | —         | —         | —         | —         | —         | 44        | —         | —         | Cuts Like a Knife               |
| 1983 | "Take Me Back"                                   | —         | —         | —         | —         | —         | —         | —         | —         | —         | —         | 21        | —         | —         | Cuts Like a Knife               |
| 1984 | "Run to You"                                     | 12        | —         | —         | —         | —         | —         | —         | —         | 11        | 6         | 1         | 14        | —         | Reckless                        |
| 1985 | "Somebody"                                       | 13        | —         | —         | —         | —         | —         | —         | —         | 35        | 11        | 1         | —         | —         | Reckless                        |
| 1985 | "Heaven"                                         | 11        | —         | —         | 28        | 3         | —         | 8         | 14        | 38        | 1         | 27        | 17        | —         | Reckless                        |
| 1985 | "Summer of '69"                                  | 11        | —         | 17        | 62        | 9         | —         | 13        | —         | 42        | 5         | 40        | 7         | —         | Reckless                        |
| 1985 | "One Night Love Affair"                          | 19        | —         | —         | —         | —         | —         | —         | —         | —         | 13        | 7         | —         | —         | Reckless                        |
| 1985 | It's Only Love (con Tina Turner)                 | 14        | —         | 30        | 44        | —         | —         | —         | —         | 29        | 15        | 7         | 37        | —         | Reckless                        |
| 1985 | "Christmas Time"                                 | 39        | —         | —         | 67        | 2         | —         | 19        | 18        | 55        | —         | 31        | —         | —         | Single Release Only             |
| 1987 | "Heat of the Night"                              | 7         | —         | —         | 33        | 6         | —         | 7         | 17        | 50        | 6         | 2         | 20        | —         | Into the Fire                   |
| 1987 | "Hearts on Fire"                                 | 25        | —         | —         | —         | —         | —         | —         | —         | 57        | 26        | 3         | —         | —         | Into the Fire                   |
| 1987 | "Victim of Love"                                 | 53        | —         | —         | —         | —         | —         | —         | —         | 68        | 32        | 10        | —         | —         | Into the Fire                   |
| 1987 | "Only the Strong Survive"                        | 47        | —         | —         | —         | —         | —         | —         | —         | —         | —         | —         | —         | —         | Into the Fire                   |
| 1987 | "Into the Fire"                                  | —         | —         | —         | —         | —         | —         | —         | —         | —         | —         | 6         | —         | —         | Into the Fire                   |
| 1987 | "Another Day"                                    | —         | —         | —         | —         | —         | —         | —         | —         | —         | —         | 33        | —         | —         | Into the Fire                   |
| 1991 | "(Everything I Do) I Do It for You"              | 1         | 1         | 1         | 1         | 1         | 1         | 1         | 1         | 1         | 1         | 10        | 1         | 2         | Waking Up the Neighbours        |
| 1991 | "Can't Stop This Thing We Started"               | 1         | 9         | 14        | 14        | 7         | 10        | 3         | 8         | 12        | 2         | 2         | 7         | —         | Waking Up the Neighbours        |
| 1991 | "There Will Never Be Another Tonight"            | 2         | 30        | —         | —         | —         | 29        | 33        | —         | 32        | 31        | 6         | 21        | —         | Waking Up the Neighbours        |
| 1992 | "Thought I'd Died and Gone to Heaven"            | 1         | 13        | —         | 47        | —         | 43        | —         | —         | 8         | 13        | 14        | 23        | —         | Waking Up the Neighbours        |
| 1992 | "All I Want Is You"                              | —         | 31        | —         | —         | —         | —         | —         | —         | 22        | —         | —         | —         | —         | Waking Up the Neighbours        |
| 1992 | "Thought I'd Died and Gone to Heaven"            | 2         | —         | —         | 75        | —         | 24        | —         | —         | 30        | 11        | —         | —         | —         | Waking Up the Neighbours        |
| 1992 | "Touch the Hand"                                 | 38        | —         | —         | —         | —         | —         | —         | —         | —         | —         | 13        | —         | —         | Waking Up the Neighbours        |
| 1993 | "Please Forgive Me"                              | 1         | 1         | 2         | 3         | 1         | 3         | 2         | 2         | 2         | 7         | —         | 7         | 6         | So Far So Good                  |
| 1993 | "All for Love" (con Rod Stewart e Sting)         | 1         | 1         | 1         | 1         | 1         | 3         | 1         | 1         | 2         | 1         | —         | 5         | 1         | I tre moschettieri              |
| 1995 | "Have You Ever Really Loved a Woman?"            | 1         | 1         | 1         | 3         | 5         | 2         | 1         | 1         | 4         | 1         | —         | 9         | 10        | Don Juan De Marco               |
| 1995 | "Rock Steady" (con Bonnie Raitt)                 | 12        | —         | —         | —         | —         | —         | —         | —         | 50        | 73        | —         | —         | —         | Road Tested                     |
| 1996 | "The Only Thing That Looks Good on Me Is You"    | 1         | 19        | —         | 44        | —         | 21        | 24        | 5         | 6         | 52        | —         | 37        | 17        | 18 til I Die                    |
| 1996 | "Let's Make a Night to Remember"                 | 1         | 7         | 34        | 57        | —         | —         | 39        | 41        | 10        | 24        | —         | 17        | —         | 18 til I Die                    |
| 1996 | "Star"                                           | —         | —         | —         | 76        | —         | —         | —         | —         | 13        | —         | —         | —         | —         | 18 til I Die                    |
| 1996 | "18 til I Die"                                   | 21        | —         | —         | 85        | —         | 86        | —         | —         | 22        | —         | —         | —         | —         | 18 til I Die                    |
| 1996 | "I Finally Found Someone" (con Barbra Streisand) | 14        | 2         | 23        | 53        | —         | 16        | 9         | 17        | 10        | 8         | —         | 6         | —         | NA                              |
| 1997 | "Back to You"                                    | 1         | 38        | —         | 62        | —         | 77        | 56        | —         | 18        | —         | 38        | 6         | —         | MTV Unplugged                   |
| 1998 | "I'm Ready"                                      | 11        | —         | —         | 66        | —         | 24        | —         | —         | 20        | —         | —         | —         | —         | MTV Unplugged                   |
| 1998 | "On a Day Like Today"                            | 14        | —         | 32        | 53        | —         | 66        | —         | 32        | 13        | —         | —         | 19        | —         | On a Day Like Today             |
| 1998 | "When You're Gone" (con Melanie C) "             | 13        | 4         | 14        | 14        | 6         | 7         | 8         | 11        | 3         | —         | —         | 15        | 11        | On a Day Like Today             |
| 1999 | "Cloud Number Nine"                              | 8         | —         | 13        | 33        | —         | 62        | 43        | 26        | 6         | —         | —         | —         | —         | On a Day Like Today             |
| 1999 | "The Best of Me"                                 | 10        | —         | 37        | 65        | —         | 67        | —         | 31        | 47        | —         | —         | —         | —         | The Best of Me                  |
| 2000 | "Don't Give Up" (Chicane con Bryan Adams)        | —         | 6         | —         | 24        | 6         | 21        | 51        | 42        | 1         | —         | —         | 14        | 20        | Behind the Sun& The Best of Me  |
| 2000 | "Inside Out"                                     | —         | —         | —         | 66        | 38        | 91        | —         | 53        | —         | —         | —         | —         | —         | On a Day Like Today             |
| 2002 | "Here I Am"                                      | —         | —         | 12        | 17        | 17        | 30        | 15        | 24        | 5         | 123       | —         | 48        | —         | Spirit - Cavallo selvaggio      |
| 2004 | "Open Road"                                      | 1         | —         | 35        | 23        | 12        | 28        | —         | 17        | 21        | —         | —         | —         | 20        | Room Service                    |
| 2004 | "Flying"                                         | —         | —         | —         | 68        | 41        | 86        | —         | 51        | 37        | —         | —         | —         | —         | Room Service                    |
| 2005 | "Room Service"                                   | —         | —         | —         | 74        | —         | —         | —         | —         | —         | —         | —         | —         | —         | Room Service                    |
| 2005 | "This Side of Paradise"                          | —         | —         | —         | —         | —         | —         | —         | —         | —         | —         | —         | —         | —         | Room Service                    |
| 2008 | "I Thought I'd Seen Everything"                  | 47        | —         | 41        | 55        | 8         | —         | —         | 52        | 146       | —         | —         | —         | —         | 11                              |
| 2008 | "Tonight We Have the Stars"                      | —         | —         | —         | —         | —         | —         | —         | —         | —         | —         | —         | —         | —         | 11                              |
| 2014 | "She Knows Me"                                   | —         | —         | —         | —         | —         | —         | —         | —         | —         | —         | —         | —         | —         | Tracks Of My Years              |
| 2015 | "You Belong to Me"                               | —         | —         | —         | —         | —         | —         | —         | —         | —         | —         | —         | —         | —         | Get Up!                         |
| 2015 | Brand New Day                                    | —         | —         | —         | —         | —         | —         | —         | —         | —         | —         | —         | —         | —         | Get Up!                         |
| 2017 | "Please Stay"                                    | —         | —         | —         | —         | —         | —         | —         | —         | —         | —         | —         | —         | —         | Ultimate                        |
| 2019 | "Shine a Light"                                  | —         | —         | —         | —         | —         | —         | —         | —         | —         | —         | —         | —         | —         | Shine a Light                   |
| 2019 | "Joe and Mary"                                   | —         | —         | —         | —         | —         | —         | —         | —         | —         | —         | —         | —         | —         | Christmas                       |
| 2020 | Lean on Me                                       | 1         | —         | —         | —         | —         | —         | —         | —         | —         | —         | —         | —         | —         | ArtistsCAN                      |
| 2020 | "Stop Crying Your Heart Out"                     | —         | —         | —         | —         | —         | —         | —         | —         | 7         | —         | —         | —         | —         | BBC Radio 2's Allstars          |
| 2021 | So Happy It Hurts                                | —         | —         | —         | —         | —         | —         | —         | 85        | —         | —         | —         | —         | —         | So Happy It Hurts               |
| 2021 | "On the Road"                                    | —         | —         | —         | —         | —         | —         | —         | —         | —         | —         | —         | —         | —         | So Happy It Hurts               |
| 2021 | "Kick Ass"                                       | —         | —         | —         | —         | —         | —         | —         | —         | —         | —         | —         | —         | —         | So Happy It Hurts               |
| 2022 | "Never Gonna Rain"                               | —         | —         | —         | —         | —         | —         | —         | —         | —         | —         | —         | —         | —         | So Happy It Hurts               |
| 2023 | "The Thing That Wrecks You"                      | —         | —         | —         | —         | —         | —         | —         | —         | —         | —         | —         | —         | —         | Singoli non inclusi negli album |
| 2023 | "What If There Were No Sides At All"             | —         | —         | —         | —         | —         | —         | —         | —         | —         | —         | —         | —         | —         | Singoli non inclusi negli album |
| 2023 | "You're Awesome"                                 | —         | —         | —         | —         | —         | —         | —         | —         | —         | —         | —         | —         | —         | Office Race (colonna sonora)    |
| 2023 | "Sometimes You Lose Before You Win"              | —         | —         | —         | —         | —         | —         | —         | —         | —         | —         | —         | —         | —         | Office Race (colonna sonora)    |
| 2024 | "Someone's Daughter, Someone's Son"              | —         | —         | —         | —         | —         | —         | —         | —         | —         | —         | —         | —         | —         | Singoli non inclusi negli album |
| 2024 | War Machine/Rock And Roll Hell                   | —         | —         | —         | —         | —         | —         | —         | —         | —         | —         | —         | —         | —         | Singoli non inclusi negli album |
| 2025 | Roll with the Punches                            | —         | —         | —         | —         | —         | —         | —         | —         | —         | —         | —         | —         | —         | Roll with the Punches           |

### Certificazioni Singoli
| Anno | Singolo                                                                                            | Certificazioni Vendite stimate |
| ---- | -------------------------------------------------------------------------------------------------- | --- |
| 1984 | Run to You - Pubblicato: 1984 - Etichetta: A&M - Formati: 45 giri                                  | - CAN: Oro - UK: Platino |
| 1984 | Heaven - Pubblicato: 1984 - Etichetta: A&M - Formati: 45 giri                                      | - CAN: Oro - UK: Platino |
| 1984 | Summer of '69 - Pubblicato: 1984 - Etichetta: A&M - Formati: 45 giri                               | - GER: Oro - UK: 5x Platino |
| 1985 | Christmas Time - Pubblicato: 1985 - Etichetta: A&M - Formati: 45 giri                              | - POL: Oro - CAN: Platino |
| 1987 | Heat of the Night - Pubblicato: 1987 - Etichetta: A&M - Formati: 7", 12", CD, MC                   | - CAN: Oro |
| 1991 | (Everything I Do) I Do It for You - Pubblicato: 1991 - Etichetta: A&M - Formati: 7", 12", CD, MC   | - AUS: 2x Platino - AUT: Platino - CAN: 2x Platino - FRA: Oro - ITA: Oro - GER: Platino - UK: 2x Platino - USA: 3x Platino - SVE: Platino |
| 1991 | Can't Stop This Thing We Started - Pubblicato: 1991 - Etichetta: A&M - Formati: 7", 12", CD, MC    | - CAN: Oro - USA: Oro |
| 1993 | Please Forgive Me - Pubblicato: 1993 - Etichetta: A&M - Formati: 7", 12", CD, MC                   | - AUT: Oro - GER: Oro - NZL: Oro - UK: Oro - SVE: Oro                                                                                     |
| 1993 | All for Love - Pubblicato: 1993 - Etichetta: A&M - Formati: 7", 12", CD, MC                        | - UK: Argento - AUT: Oro - GER: Oro - NZL: Oro - SVE: Oro - AUS: Platino - USA: Platino                                                   |
| 1995 | Have You Ever Really Loved a Woman? - Pubblicato: 1995 - Etichetta: A&M - Formati: 7", 12", CD, MC | - UK: Argento - AUT: Oro - BEL: Oro - GER: Oro - SVE: Oro - SVI: Oro - USA: Oro - AUS: Platino                                            |
| 1996 | Let's Make a Night to Remember - Pubblicato: 1996 - Etichetta: A&M - Formati: 7", 12", CD, MC      | - AUS: Oro |
| 1996 | I Finally Found Someone - Pubblicato: 1996 - Etichetta: A&M - Formati: 7", 12", CD, MC             | - AUS: Platino - BEL: Oro - USA: Oro |
| 1998 | When You're Gone - Pubblicato: 1998 - Etichetta: A&M - Formati: 7", 12", CD, MC                    | - NOR: Oro - AUS: Platino - UK: Platino                                                                                                   |
| 2000 | Don't Give Up - Pubblicato: 2000 - Etichetta: Xtravaganza Recordings - Formati: 7", 12", CD, MC    | - AUS: Oro - UK: Argento |

## Extended play
| Anno | Titolo                                                                                           | Posizione | Posizione | Posizione | Posizione | Posizione | Posizione | Posizione | Posizione | Posizione | Posizione | Posizione | Posizione | Vendite | Certificazioni    |
| Anno | Titolo                                                                                           | CAN       | AUS       | AUT       | GER       | NOR       | PB        | SVE       | SVI       | US        | UK        | NZL       | ITA       | Vendite | Certificazioni    |
| ---- | ------------------------------------------------------------------------------------------------ | --------- | --------- | --------- | --------- | --------- | --------- | --------- | --------- | --------- | --------- | --------- | --------- | ------- | ----------------- |
| 1988 | Diana - Pubblicato: 1985 - Etichetta: A&M/Polygram - Formati: CD, CS, LP                         | —         | —         | -         | -         | —         | -         | -         | -         | —         | -         | —         | -         |         | - CAN: 2x Platino |
| 2019 | Christmas - Pubblicato: 15 novembre 2019 - Etichetta: Universal/Polydor - Formati: DD, streaming | 80        | —         | -         | -         | —         | -         | -         | -         | —         | -         | —         | -         |         |                   |

## Videografia

### Video album
| Anno | Video dettagli                                                                                           | Certificazioni Vendite stimate |
| ---- | --- | ------------------------------ |
| 1984 | Reckless - Pubblicato: 1984 - Etichetta: A&M - Formati: VHS                                              |                                |
| 1992 | Waking Up The Neighbours - Pubblicato: 1992 - Etichetta: A&M - Formati: VHS                              |                                |
| 1994 | So Far So Good (And More) - Pubblicato: 1994 - Etichetta: A&M - Formati: VHS                             | - UK: Oro                      |
| 1997 | MTV Unplugged - Pubblicato: 9 dicembre, 1997 - Etichetta: A&M - Formati: VHS, DVD                        | - UK: Oro                      |
| 2001 | Live at Slane Castle - Pubblicato: 11 dicembre, 2001 - Etichetta: Universal - Formati: VHS, DVD          | - AUS: Platino - UK: Oro       |
| 2003 | Live at the Budokan - Pubblicato: 9 giugno, 2003 - Etichetta: Universal - Formati: DVD                   |                                |
| 2005 | Live in Lisbon - Pubblicato: 2 dicembre, 2005 - Etichetta: Universal - Formati: DVD                      | - PRT: 2x Platino              |
| 2013 | Live at Sydney Opera House - Pubblicato: 30 agosto 2013 - Etichetta: Polydor - Formati: CD, DVD, Blu ray | - PRT: Platino                 |
| 2016 | Wembley 1996 - Pubblicato: 14 ottobre 2016 - Etichetta: Eagle Rock Entertainment - Formati:DVD           |                                |

### Video musicali
| Anno | Titolo                                                      | Direttore                  | Ref.    |
| ---- | ----------------------------------------------------------- | -------------------------- | ------- |
| 1980 | "Sleepless Nights"                                          | Marcus Nispel              | [ 150 ] |
| 1983 | "Cuts Like a Knife"                                         | Steve Barron               | [ 151 ] |
| 1983 | "This Time"                                                 | Steve Barron               | [ 152 ] |
| 1984 | "Heaven"                                                    | Steve Barron               | [ 153 ] |
| 1984 | "Summer of '69"                                             | Steve Barron               | [ 154 ] |
| 1984 | "Somebody"                                                  | Steve Barron               | [ 155 ] |
| 1984 | "Kids Wanna Rock"                                           | Steve Barron               | [ 156 ] |
| 1985 | "Run to You"                                                | Steve Barron               | [ 157 ] |
| 1987 | "Heat of the Night"                                         | Wayne Isham                | [ 158 ] |
| 1987 | "Hearts on Fire"                                            | Wayne Isham                | [ 159 ] |
| 1987 | "Victim of Love"                                            | Dominic Sena               | [ 160 ] |
| 1988 | "Into The Fire"                                             | Andrew Catlin              | [ 161 ] |
| 1991 | "(Everything I Do) I Do It for You"                         | Julien Temple              | [ 162 ] |
| 1991 | "There Will Never Be Another Tonight"                       | Steve Barron               | [ 163 ] |
| 1991 | "All I Want Is You"                                         | Kevin Godley               | [ 164 ] |
| 1991 | "Can't Stop This Thing We Started"                          | Kevin Godley               | [ 165 ] |
| 1992 | "Thought I'd Died and Gone to Heaven"                       | Kevin Godley               | [ 166 ] |
| 1992 | "Do I Have to Say the Words?"                               | Anton Corbijn              | [ 167 ] |
| 1993 | "All for Love"                                              | David Hogan                | [ 168 ] |
| 1993 | "Summer Of 69 Live"                                         | Andrew Catlin              | [ 169 ] |
| 1993 | "Straight from The Heart"                                   | Andrew Catlin              | [ 170 ] |
| 1993 | "When The Night Comes"                                      | Andrew Catlin              | [ 171 ] |
| 1993 | "C'mon Everybody"                                           | Andrew Catlin              | [ 172 ] |
| 1993 | "Please Forgive Me"                                         | Andrew Catlin              | [ 173 ] |
| 1995 | "Have You Ever Really Loved a Woman?"                       | Anton Corbijn              | [ 174 ] |
| 1996 | "Let's Make a Night to Remember"                            | Matthew Rolston            | [ 175 ] |
| 1996 | "The Only Thing That Looks Good on Me Is You"               | Matthew Rolston            | [ 176 ] |
| 1997 | "Back to You"                                               | Milton Lage                | [ 177 ] |
| 1997 | "18 til I Die"                                              | David Mould                | [ 178 ] |
| 1998 | "I'm Ready"                                                 | Nigel Dick                 | [ 179 ] |
| 1998 | "On a Day Like Today"                                       | Joseph Kahn                | [ 180 ] |
| 1999 | "The Best of Me"                                            | Paul Boyd                  | [ 181 ] |
| 1999 | "Inside Out"                                                | Marcus Nispel              | [ 182 ] |
| 1999 | "Cloud Number Nine"                                         | Joe Rey                    | [ 183 ] |
| 2000 | "Don't Give Up"                                             | Sven Harding               | [ 184 ] |
| 2002 | "Here I Am"                                                 | Mike Lipscombe             | [ 185 ] |
| 2004 | "Open Road"                                                 | Tomorrow's Brightest Minds | [ 186 ] |
| 2004 | "Flying"                                                    | Kevin Godley               | [ 187 ] |
| 2005 | "This Side of Paradise"                                     | Dick Caruthers             | [ 188 ] |
| 2008 | "I Thought I'd Seen Everything"                             | Bryan Adams                | [ 189 ] |
| 2008 | "Tonight We Have the Stars"                                 | Bryan Adams                | [ 189 ] |
| 2008 | She's Got a Way                                             | Bryan Adams                | [ 189 ] |
| 2009 | "You've Been a Friend to Me"                                | Bryan Adams                | [ 190 ] |
| 2012 | "House Arrest (Live)"                                       | Bryan Adams                | [ 191 ] |
| 2012 | "All For Love - Live at the Royal Albert Hall 2012"         | Bryan Adams                | [ 192 ] |
| 2012 | "Tonight In Babylon (live acoustic version)"                | Bryan Adams                | [ 193 ] |
| 2013 | "I Finally Found Someone - Live At Carnegie Hall, NYC 2013" | Bryan Adams                | [ 194 ] |
| 2015 | "You Belong to Me"                                          | Bryan Adams                | [ 195 ] |
| 2015 | "Brand New Day"                                             | Bryan Adams                | [ 196 ] |
| 2015 | "Do What Ya Gotta Do"                                       | Bryan Adams                | [ 197 ] |
| 2015 | "Don't Even Try"                                            | Bryan Adams                | [ 198 ] |
| 2017 | "Ultimate Love"                                             | James Zwadlo               | [ 199 ] |
| 2017 | "Please stay"                                               | Bryan Adams                | [ 200 ] |
| 2019 | "Shine a Light"                                             | James Zwadlo               | [ 201 ] |
| 2019 | "Joe and Mary"                                              | Bryan Adams                | [ 202 ] |
| 2019 | "Must Be Santa"                                             | James Zwadlo               | [ 203 ] |
| 2019 | "Christmas Time"                                            | Bryan Adams                | [ 204 ] |

### Colonne sonore
| Anno | Titolo                                                                        | Posizione | Posizione | Posizione | Posizione | Posizione | Posizione | Posizione | Posizione | Posizione | Posizione | Posizione | Posizione | Vendite | Certificazioni |
| Anno | Titolo                                                                        | CAN       | AUS       | AUT       | GER       | NOR       | PB        | SVE       | SVI       | US        | UK        | NZL       | ITA       | Vendite | Certificazioni |
| ---- | ----------------------------------------------------------------------------- | --------- | --------- | --------- | --------- | --------- | --------- | --------- | --------- | --------- | --------- | --------- | --------- | ------- | -------------- |
| 2005 | Colour Me Kubrick - Pubblicato: 2005 - Etichetta: Universal - Formati: CD, DD | —         | —         | -         | -         | -         | -         | -         | -         | -         | -         | -         | -         |         |                |

## Brani presenti in colonne sonore
| Anno | Film                                              | Canzone | Album                                                                     |
| ---- | ------------------------------------------------- | --- | ------------------------------------------------------------------------- |
| 1983 | Class                                             | Hidin' From Love | L'album omonimo film (1983)                                               |
| 1983 | Nudi in paradiso                                  | Heaven | Reckless (1984)                                                           |
| 1985 | Scuola di geni                                    | One Night Love Affair | L'album omonimo film (1985)                                               |
| 1987 | Faccia di rame                                    | Only The Strong Survive | Into the Fire (1987)                                                      |
| 1987 | La rivincita dei nerds II                         | 38 Special - Back to Paradise - (Adams, Vallance, Giraldo) | L'album omonimo film (1987)                                               |
| 1989 | Pink Cadillac                                     | Dion - Drive All Night - (Adams, Vallance) | L'album omonimo film (1989)                                               |
| 1989 | Un uomo innocente                                 | Joe Cocker - When The Night Comes - (Adams, Vallance, Warren) | L'album omonimo film (1989)                                               |
| 1991 | Piccola peste torna a far danni                   | Only The Strong Survive | L'album omonimo film (1991)                                               |
| 1991 | Robin Hood: principe dei ladri                    | (Everything I Do) I Do It for You | Waking Up the Neighbours (1991)                                           |
| 1992 | Tesoro, mi si è allargato il ragazzino            | Kids Wanna Rock | L'album omonimo film (1992)                                               |
| 1992 | Vincere insieme                                   | Joe Cocker - Feels Like Forever - (Adams, Warren) | L'album omonimo film (1992)                                               |
| 1993 | I tre moschettieri                                | All for Love (con Sting e Rod Stewart) | The Three Musketeers Soundtrack (1993)                                    |
| 1995 | Don Juan De Marco - Maestro d'amore               | Have You Ever Really Loved a Woman? (con Paco de Lucía) | 18 til I Die (1996)                                                       |
| 1996 | L'amore ha due facce                              | I Finally Found Someone (con Barbra Streisand) | 18 til I Die (1996)                                                       |
| 1996 | Jack                                              | Star | 18 til I Die (1996)                                                       |
| 1997 | L'angolo rosso - Colpevole fino a prova contraria | The Only Thing That Looks Good on Me Is You | L'album omonimo film (1997)                                               |
| 1998 | Ricominciare a vivere                             | When You Love Someone | MTV Unplugged (1997)                                                      |
| 2002 | Spirit - Cavallo selvaggio                        | Here I Am - This is where I belong - You can't take me - Get off my back - Sound the bugle - I Will Always Return - Don't Let Go (con Sarah McLachlan) - Brothers Under the Sun | Omonimo film (2002) album                                                 |
| 2002 | La casa dei matti                                 | Have You Ever Really Loved a Woman? (con Paco de Lucía) | Omonimo film (2002) album                                                 |
| 2003 | Devil's Gate                                      | I'm Ready | L'album omonimo film (2003)                                               |
| 2005 | Striscia, una zebra alla riscossa                 | It Ain't Over Yet | Omonimo film (2005) album                                                 |
| 2005 | Colour Me Kubrick                                 | I'm Not The Man You Think I Am - It's All About Me - Rely On Me - Too Good To Be True - Gift Of Love                                                                            | L'album omonimo film (2005)                                               |
| 2006 | The Guardian - Salvataggio in mare                | Never Let Go | Omonimo film (2006) album                                                 |
| 2006 | Bobby                                             | Aretha Franklin feat.Mary J. Blige - Never Gonna Break My Faith - (Adams, Kennedy, Remanda)                                                                                     | Omonimo film (2006) album                                                 |
| 2006 | Cashback                                          | Mysterious Ways | Omonimo film (2006)                                                       |
| 2007 | Un ponte per Terabithia                           | Tyler James & Leigh Nash - A Place for Us - (Adams, Kennedy, Zigman) | L'album omonimo film (2007)                                               |
| 2009 | Daddy Sitter                                      | You've Been A Friend To Me | L'album omonimo film (2009)                                               |
| 2011 | Jock the Hero Dog                                 | Way-Oh - By Your Side | L'album omonimo film (2011)                                               |
| 2013 | Il magico mondo di Oz                             | Lea Michele Candy, Candy - (Adams, Vallance) - Work With Me - (Adams, Vallance) - One Day - (Adams, Vallance)                                                                   | Legends of Oz, Dorothy Returns: Original Motion Picture Soundtrack (2014) |
| 2023 | Office Race                                       | Sometimes You Lose Before You Win - (Adams, Kennedy) - You're Awesome - (Adams, Lange)                                                                                          | Comedy Central film “Office Race”. Soundtrack (2023)                      |

## Collaborazioni e partecipazioni
- 1976 - Sweeney Todd - Roxy Roller
- 1977 - Sweeney Todd - If Wishes Were Horses
- 1985 - Northern Lights - Tears Are Not Enough in We Are the World
- 1985 - Roger Daltrey - Under a Raging Moon
- 1986 - Glass Tiger - The Thin Red Line
- 1986 - Conspiracy of Hope[225]
- 1986 - Tina Turner - Break Every Rule
- 1987 - Artisti Vari - A Very Special Christmas
- 1988 - Tina Turner - Tina Live in Europe
- 1989 - Belinda Carlisle - Runaway Horses
- 1989 - Joe Cocker - One Night of Sin
- 1989 - Mötley Crüe - Dr. Feelgood
- 1990 - David Foster - River of Love
- 1990 - Roger Waters - The Wall - Live in Berlin
- 1993 - Little Angels - Jam
- 1994 - Luciano Pavarotti - Pavarotti & Friends
- 1994 - Artisti Vari - It's Now Or Never: The Tribute To Elvis[226]
- 1995 - Bonnie Raitt - Road Tested
- 1995 - Stevie Vann - Stevie Vann
- 1997 - Anne Murray - An Intimate Evening with Anne Murray
- 1999 - Cidny Bullens - Somewhere Between Heaven and Earth
- 2000 - Chicane - Don't Give Up
- 2000 - Elton John - One Night Only
- 2002 - Barbra Streisand - The Essential Barbra Streisand, Duets
- 2003 - The Who - Live at the Royal Albert Hall
- 2009 - Jason Aldean - CMT Crossroads
- 2013 - Michael Bublé - To Be Loved
- 2015 - Diana Krall - Wallflower
- 2016 - Billy Ray Cyrus - Thin Line
- 2019 - Robbie Williams - The Christmas Present
- 2023 - Tenille Townes - The Thing That Wrecks You[227]

### Brani che sono stati registrati e interpretati da altri artisti
Elenco di canzoni scritte e coprodotte che sono state registrate ed interpretate da altri artisti:
- 1978 - Prism - Stay - (Adams, Vallance)[228]
- 1979 - Bachman-Turner Overdrive - Wastin' Time (Adams)[229]
- 1979 - Prism - You Walked Away Again - (Adams)[230]
- 1979 - Prism - Take It or leave It - (Adams, Vallance)[231]
- 1980 - Prism - Cover Girl - (Adams, Mitchell)[232]
- 1981 - Tim Bogert - Try To See It My Way - (Adams, Vallance)[233]
- 1981 - Bob Welch - Remember - (Adams, Vallance)[234]
- 1981 - Prism - Don't Let Him Know - (Adams, Vallance)[235]
- 1981 - Lisa Dal Bello - She Wants To Know - (Adams, Dal Bello)[236]
- 1981 - Lisa Dal Bello - Never Get To heaven - (Adams, Dal Bello)[237]
- 1981 - Lisa Dal Bello - You Could Be Good For me - (Adams, Dal Bello)[238]
- 1981 - Loverboy - Jump - (Adams, Vallance, Reno, Dean, Frenette)[239][240]
- 1982 - Kiss - Down On Your knees - (Adams, Vallance, Stanley, Japp)[241]
- 1982 - Kiss - Rock And Roll Hell - (Adams, Vallance, Simmons)
- 1982 - Kiss - War Machine - (Adams, Vallance, Simmons)[242][243]
- 1982 - Randy Meisner - Tonight - (Adams, Vallance)[244]
- 1982 - Scandal - Win Some Lose Some (Adams, Vallance, Dean, Kagna)[245]
- 1983 - Uriah Heep - Lonely Nights - (Adams, Vallance)[246]
- 1983 - Tim Bogert - Let Him Know - (Adams, Vallance)[247]
- 1984 - Joe Cocker - Edge Of A Dream - (Adams, Vallance)[248]
- 1984 - 38 Special - Teacher Teacher - (Adams, Vallance)[249]
- 1984 - Ted Nugent - Drive The Line - (Adams, Vallance)[250]
- 1984 - Fast Forward - Where Did The Time Go - (Adams, Vallance)[251]
- 1984 - Fast Forward - Play To Win - (Adams, Vallance)[252]
- 1984 - Krokus - Boys Nite Out - (Adams, Vallance, Storace, Von Arb)[253]
- 1984 - Juice Newton - Can't Wait All Night - (Adams, Vallance, Kagna)[254]
- 1985 - Loverboy - Dangerous - (Adams, Vallance)[255]
- 1985 - The Payolas - It Wan't Be You - (Adams, Vallance, Rock, Hyde, Foster)[256]
- 1985 - Northern Lights - Tears Are Not Enough - (Adams, Vallance, Foster, Rock, Hyde, Paiment)[257][258]
- 1985 - Roger Daltrey - Let Me Down Easy - (Adams, Vallance)[259]
- 1985 - Roger Daltrey - Rebel - (Adams, Vallance)[260]
- 1986 - April Wine - Open Soul Surgery - (Adams, Vallance, Knight)[261]
- 1986 - Neil Diamond - It Should Have Been Me - (Adams, Vallance)[262]
- 1986 - Tina Turner - Back Where You Started - (Adams, Vallance)[263]
- 1986 - Bonnie Raitt - No Way To Treat A Lady - (Adams, Vallance)
- 1986 - Bonnie Tyler - No Way To Treat A Lady - (Adams, Vallance)[264]
- 1986 - Rod Stewart - Another Heartache - (Adams, Vallance, Wayne, Stewart)[265]
- 1987 - 38 Special - Back to Paradise - (Adams, Vallance, Giraldo)[266]
- 1987 - Carly Simon - It Should Have Been Me - (Adams, Vallance)
- 1987 - Loverboy - Hometown Hero - (Adams, Vallance)[267]
- 1988 - Elisabeth Andreassen - No Way To Treat A Lady - (Adams, Vallance)[268]
- 1989 - Dion - Drive All Night - (Adams, Vallance)[211]
- 1989 - Joe Cocker - When The Night Comes - (Adams, Vallance, Warren)[211][269]
- 1990 - Laura Branigan - The Best Was Yet to Come -(Adams, Vallance)[270]
- 1991 - Joe Cocker - Feels Like Forever - (Adams, Warren)[271]
- 1991 - The Law - Nature of the Beast - (Adams, Vallance)[272]
- 1991 - Sodom - Kids Wanna Rock - (Adams, Vallance)[273]
- 1992 - Johnny Hallyday - Tout Pour Te Deplaire - (Adams, Vallance)[274]
- 1993 - Tina Turner - Why Must We Wait Until Tonight - (Adams, Lange)[275]
- 1994 - Johnny Hallyday - Rough Town - (Adams, Vallance)[276]
- 1995 - Stevie Vann - Prove It - (Adams, Lange)[277]
- 1995 - Bonnie Raitt - Rock Steady - (Adams, Peters)[278]
- 1996 - Lonestar - You Walked In - (Adams, Lange)[279]
- 1996 - Anne Murray - What It Would Take - (Adams, Peters)[280]
- 1997 - Céline Dion - Let's Talk About Love - (Adams, Goldman)[281]
- 1997 - Mötley Crüe - Glitter - (Adams, Sixx, Humphrey)[282]
- 1998 - Céline Dion - Another Year Has Gone By - (Adams, Kennedy)[283]
- 1999 - Melanie C - Follow Me - (Adams, Melanie C, Steinberg)[284]
- 2000 - Billy Ray Cyrus - Hey Elvis - (Adams, Peters)[285]
- 2000 - Ronan Keating - The Way You Make Me Feel - (Adams, Thornalley)[286]
- 2004 - Shannon Noll - Drive - (Adams, Thornalley)[287]
- 2006 - Shannon Noll - What Does It Do to Your Heart - (Adams, Kennedy)[288]
- 2006 - Taylor Hicks - The Right Place - (Adams, Vallance)[289]
- 2006 - Aretha Franklin feat.Mary J. Blige - Never Gonna Break My Faith - (Adams, Kennedy, Remanda)[222]
- 2010 - Brandi Carlile - Heaven - (Adams, Vallance)[290]
- 2010 - Lea Michele - One Day
- 2013 - Michael Bublé - After All - (Adams, Vallance, Bublé, Chang, Sater)[291][292]
- 2013 - Kenny Rogers - When You Love Someone - (Adams, Peters, Kamen)[293]
- 2016 - Billy Ray Cyrus - Hey Elvis - (Adams, Peters)[294]
- 2019 - Jørn Lande - Lonely Nights - (Adams, Vallance)[295]
- 2020 - Aretha Franklin feat. The Boys Choir of Harlem - Never Gonna Break My Faith - (Adams, Kennedy, Remanda)[296]
- 2021 - Rob Thomas - Christmas Time - (Adams, Vallance)[297]
- 2021 - Jason Aldean - Heaven - (Adams, Vallance)[298]
- 2023 - Tenille Townes - The Thing That Wrecks You - (Adams, Daniel Tashian, Kate York, Tenille Townes)[299][300]
- 2023 - Buckcherry - Summer of '69 - (Adams, Vallance)[301]
- 2025 - Simon McBride - Kids Wanna Rock (Adams, Vallance)[302]